# کولچه
کولچه (به مجاری:  Kölcse) یک منطقهٔ مسکونی در مجارستان است که در سابولچ-ساتمار-برگ واقع شده‌است. کولچه ۲۸٫۲۶ کیلومتر مربع مساحت و ۱٬۴۱۱ نفر جمعیت دارد.